# 10 Anos (álbum de Nívea Soares)
10 Anos é uma coletânea musical da cantora Nívea Soares. O álbum traz regravações de canções que marcaram os seus 10 anos de carreira.

## Faixas
1. "Aumenta o Fogo"
2. "Filho do Deus Vivo"
3. "Emanuel"
4. "Me Esvaziar"
5. "Glória e Honra"
6. "Eu Nasci Pra Te Adorar"
7. "Rio"
8. "Reina Sobre Mim"
9. "Santo"
10. "Aquele Que É"
11. "Nenhum Deus Como Tu"
12. "Enche-me de Ti"